# Pep test
Il pep test o PEP-test è un esame utilizzato per valutare la malattia da reflusso faringo-laringeo.
L'esame consiste nel misurare i livelli di pepsina nella saliva utilizzando un apposito kit come marker indiretto di reflusso laringo-faringeo. La pepsina infatti è un enzima gastrico, e la sua presenza nelle vie aeree superiori e nella saliva è indice di reflusso. È un esame molto veloce da effettuare e i risultati si ottengono in breve tempo.